# 11.6
11.6 è un film del 2013 diretto da Philippe Godeau.
Il film è tratto dal libro Toni 11,6: Histoire du convoyeur di Alice Géraud-Arfi.

## Trama
Toni ha lavorato come guardia di sicurezza su un camion blindato per dieci anni. Un giorno, con 11,6 milioni di euro a bordo, si allontana senza i suoi colleghi, commettendo la più grande rapina del secolo. Dopo un anno di progettazione dei suoi piani, lascia la moglie e va alla ricerca del suo ex capo.